# تلوث المياه بجزيئات اللدائن

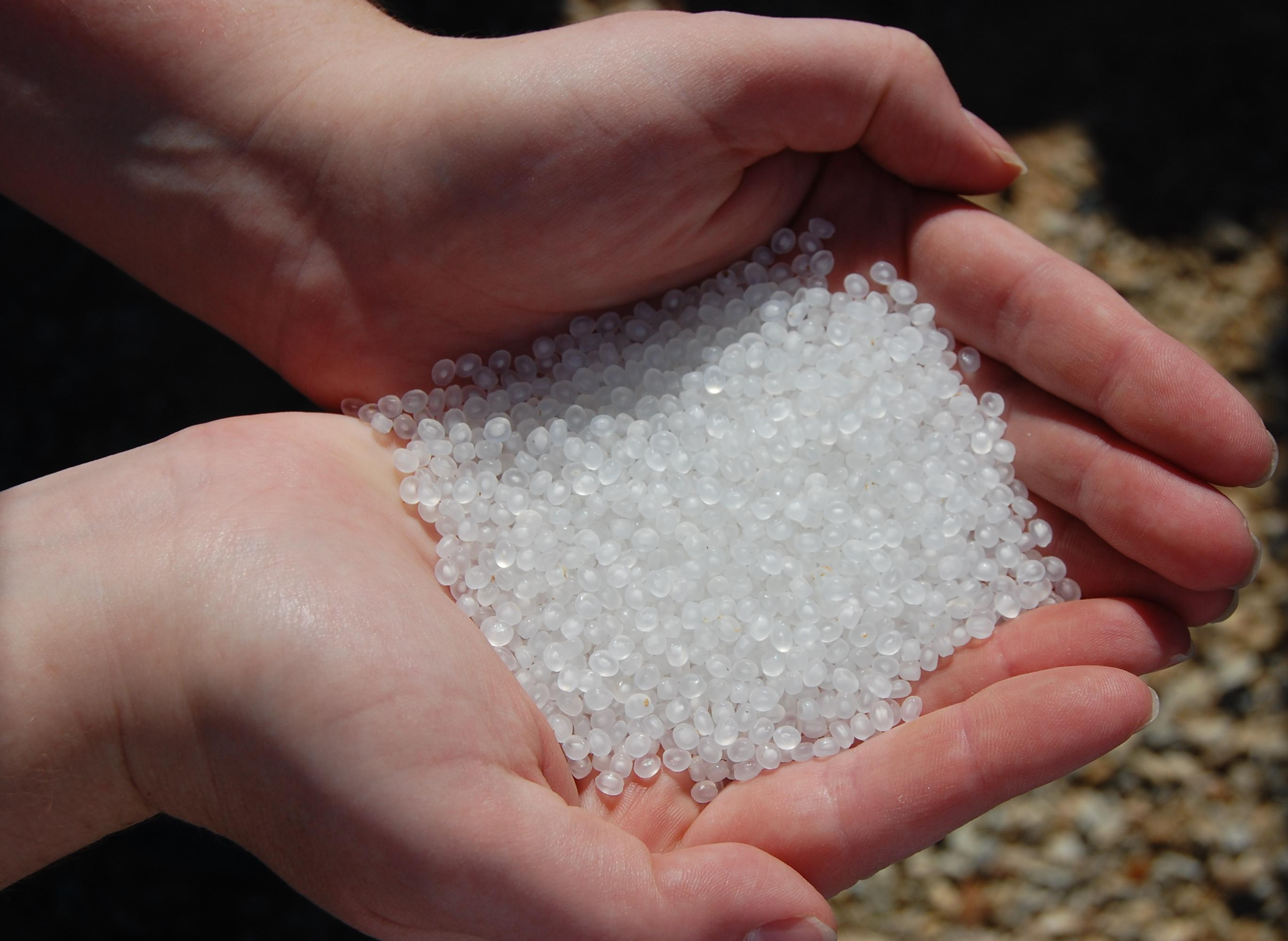
حفنة من أجزاء اللدائن الميكروية.

تلوث المياه بجزيئات اللدائن هو نوع من أنواع تلوث المياه تلاحظ في الغالب في البحار والمحيطات بسبب المخلفات التي تتكون من الأجزاء اللدنة بما فيها أجزاء اللدائن الميكروية التي لا تتجاوز أحجامها 5 مم الناتجة عن عمليات التصنيع، أو ميكروبيدات مستخدمة في مستحضرات التجميل، والمخلفات الناتجة عن إعادة تدوير المخلفات اللدنة. يشار إلى المخلفات اللدنة التي تلوث المياه أيضا باسم دموع عروس البحر.
تشير الإحصاءات إلى أنه يصنع ما يقارب 27 مليون طن سنويات من اللدائن الميكروي في الولايات المتحدة وحدها. بحيث أن كيلو غرام منها يحتوي على ما يقارب 50 ألف قطعة لدنة ميكروية في المتوسط.